# François Zahoui
François Jean Zahoui (Treichville, 21 luglio 1961) è un allenatore di calcio ed ex calciatore ivoriano, di ruolo centrocampista.

## Caratteristiche tecniche
Era dotato di una discreta levatura tecnica, e poteva giocare sia come attaccante puro che come mezzapunta.

## Carriera

### Giocatore
Soprannominato Zigulì, in Costa d'Avorio lavorava presso un'azienda produttrice di bottiglie. Cresciuto calcisticamente nella Stella Club di Abidjan, squadra della capitale, Zahoui giunse in Italia a vent'anni nella stagione 1981-1982 acquistato dall'Ascoli di Costantino Rozzi, scoperto in occasione del Torneo di Marsiglia 1981. È stato il primo calciatore africano nella storia ad esordire nel campionato di serie A.
Costato 10 milioni di lire e messo a libro paga con il minimo sindacale di un milione e duecentomila lire mensili, il giovane ivoriano non riuscì a trovare posto in squadra, chiuso da De Ponti, Greco e Torrisi. Esordisce in Serie A il 28 ottobre 1981 in Fiorentina-Ascoli. Conclusa la parentesi italiana con 11 presenze in due anni, Zahoui trovò un ingaggio in Francia nel Nancy dove rimase dal 1983 al 1987. Nel 1988 si trasferì al Tolone per disputarvi altri cinque campionati. Un'ultima stagione fu giocata nel Nevers nel 1992-1993 e poi decise di abbandonare la carriera agonistica per tornare in Costa d'Avorio e intraprendere la carriera di allenatore.

### Allenatore
Dal 1999 al 2001 allena il club francese del Tolone.
All'inizio della stagione 2010-2011 gli viene affidata la panchina ad interim della Costa d'Avorio. All'esordio da CT incontra e batte per 1-0 l'Italia in un'amichevole disputata il 10 agosto. Il 22 agosto l'incarico diventa ufficiale a tutti gli effetti. Ottenuta la qualificazione alla Coppa d'Africa 2012, riesce a portare i suoi in finale, ma perde contro lo Zambia ai tiri di rigore.
Dal 2015 al 2019 è stato Commissario Tecnico della nazionale maggiore del Niger.

## Statistiche

### Cronologia presenze e reti in nazionale
| Cronologia completa delle presenze e delle reti in nazionale ― Costa d'Avorio | Cronologia completa delle presenze e delle reti in nazionale ― Costa d'Avorio | Cronologia completa delle presenze e delle reti in nazionale ― Costa d'Avorio | Cronologia completa delle presenze e delle reti in nazionale ― Costa d'Avorio | Cronologia completa delle presenze e delle reti in nazionale ― Costa d'Avorio | Cronologia completa delle presenze e delle reti in nazionale ― Costa d'Avorio | Cronologia completa delle presenze e delle reti in nazionale ― Costa d'Avorio | Cronologia completa delle presenze e delle reti in nazionale ― Costa d'Avorio |
| Data                                                                          | Città                                                                         | In casa                                                                       | Risultato                                                                     | Ospiti                                                                        | Competizione                                                                  | Reti                                                                          | Note                                                                          |
| ----------------------------------------------------------------------------- | ----------------------------------------------------------------------------- | ----------------------------------------------------------------------------- | ----------------------------------------------------------------------------- | ----------------------------------------------------------------------------- | ----------------------------------------------------------------------------- | ----------------------------------------------------------------------------- | ----------------------------------------------------------------------------- |
| 2-12-1983                                                                     | Abidjan                                                                       | Costa d'Avorio                                                                | 1 – 0                                                                         | Svizzera                                                                      | Amichevole                                                                    | 1                                                                             |                                                                               |
| 10-3-1984                                                                     | Abidjan                                                                       | Costa d'Avorio                                                                | 0 – 2                                                                         | Camerun                                                                       | Coppa d'Africa 1984 - 1º turno                                                | -                                                                             |                                                                               |
| 7-3-1986                                                                      | Il Cairo                                                                      | Costa d'Avorio                                                                | 3 – 0                                                                         | Mozambico                                                                     | Coppa d'Africa 1986 - 1º turno                                                | -                                                                             |                                                                               |
| 10-3-1986                                                                     | Il Cairo                                                                      | Egitto                                                                        | 2 – 0                                                                         | Costa d'Avorio                                                                | Coppa d'Africa 1986 - 1º turno                                                | -                                                                             | 63’                                                                           |
| 13-3-1986                                                                     | Il Cairo                                                                      | Costa d'Avorio                                                                | 1 – 0                                                                         | Senegal                                                                       | Coppa d'Africa 1986 - 1º turno                                                | -                                                                             |                                                                               |
| 17-3-1986                                                                     | Alessandria d'Egitto                                                          | Camerun                                                                       | 1 – 0                                                                         | Costa d'Avorio                                                                | Coppa d'Africa 1986 - Semifinale                                              | -                                                                             |                                                                               |
| 3-7-1987                                                                      | Lilongwe                                                                      | Malawi                                                                        | 1 – 2                                                                         | Costa d'Avorio                                                                | Qual. Coppa d'Africa 1988                                                     | -                                                                             |                                                                               |
| 15-11-1987                                                                    | Casablanca                                                                    | Marocco                                                                       | 2 – 1                                                                         | Costa d'Avorio                                                                | Qual. Olimpiadi 1988 - 2º turno                                               | -                                                                             |                                                                               |
| 13-3-1988                                                                     | Casablanca                                                                    | Algeria                                                                       | 1 – 1                                                                         | Costa d'Avorio                                                                | Coppa d'Africa 1988 - 1º turno                                                | -                                                                             |                                                                               |
| 16-3-1988                                                                     | Casablanca                                                                    | Costa d'Avorio                                                                | 1 – 1                                                                         | Zaire                                                                         | Coppa d'Africa 1988 - 1º turno                                                | -                                                                             |                                                                               |
| 19-3-1988                                                                     | Casablanca                                                                    | Marocco                                                                       | 0 – 0                                                                         | Camerun                                                                       | Coppa d'Africa 1988 - 1º turno                                                | -                                                                             | 54’                                                                           |
| Totale                                                                        |                                                                               | Presenze                                                                      | 11                                                                            |                                                                               | Reti                                                                          | 1                                                                             |                                                                               |